# Vahram Papazian
Pour les articles homonymes, voir Papazian.
Vahram Papazian, en arménien : Վահրամ Քամերի Փափազյան, né le 6 janvier 1888 à Constantinople et mort le 5 juin 1968 à Erevan, est un acteur,écrivainet prosateur arménien .Connu pour ses rôles dans des pièces de William Shakespeare, il a été désigné Artiste du Peuple de l’URSS et membre de l’Union des écrivains soviétiques depuis 1956. Papazian est considéré comme l’un des plus grands acteurs shakespeariens de l’Union soviétique, particulièrement renommé pour son interprétation d’Othello.
Il est décédé à Leningrad et Il est inhumé au Panthéon Komitas, à Erevan. Le théâtre d’État de Stepanakert porte son nom. Plaque commémorative de Vahram Papazian est visible sur la rue Kievyan à Erevan.

## Biographie
Vahram Papazian est né à Constantinople en 1888, dans une famille de la classe moyenne. Son père, Kamer, alors employé au bureau du télégraphe, a su lui offrir une enfance sans manque et les moyens de suivre une bonne éducation. Il étudie d’abord dans les écoles arméniennes Mkhitarian de Saghzaghadj et de Mota, puis au prestigieux collège Murad-Raphaëlian de Venise, avant d’intégrer l’Académie des beaux-arts de Milan.
Témoin des persécutions du peuple arménien sous la tyrannie ottomane, Papazian participe en 1908 à une cérémonie commémorative au cimetière de Şişli (Sisli ) en hommage aux victimes de 1896. Il y déclame avec émotion Le Massacre de Varoujan, un moment fort de conscience nationale.
Entre 1905 et 1907, il poursuit ses études au collège arménien de Venise, avant de rejoindre Milan. De 1908 à 1911, durant les étés, il côtoie les grandes figures du théâtre italien – Zacconi, Novelli – et se produit dans leurs troupes. Ces rencontres enrichissent sa formation artistique et marquent un tournant dans son parcours.
Papazian avait eu quelques contacts avec le théâtre arménien du Caucase, mais en 1907, il se rend à Paris. Sur les conseils de Shirvanzade et d’Abelian, il part pour Bakou. Revenu en Italie, il tourne pendant six mois avec une troupe italienne, début officiel de sa carrière théâtrale. Jeune acteur inspiré, il retourne à Constantinople alors que la constitution vient d’y être proclamée, mettant fin à l’interdiction des représentations théâtrales. C’est là qu’il brille pour la première fois dans le rôle d’Othello.
D’autres pièces suivent : La Vierge Sandoukht (dans le rôle de Sanatruk), puis des extraits de Le Cid, L’Aiglon, etc. Il joue à Constantinople, puis à Rodosto, Athènes (dans les rôles d’Oreste et d’Othello), Gênes avec des troupes italiennes (au répertoire : Rostand, Bataille, Wilde), retour à Constantinople, puis Sofia, d'autres villes bulgares, Smyrne – où il remplace Siranuche malade dans Hamlet – avant de revenir une fois de plus à Constantinople. Avec la troupe « Théâtre dramatique arménien », il entreprend une tournée en Thrace, en Macédoine, en Albanie et ailleurs.
En 1913, Papazian reçoit une invitation de la Société dramatique arménienne de Tiflis. L’activité théâtrale à Constantinople lui paraissant sans avenir, il quitte sa ville natale, persuadé qu’il sauve ainsi son destin d’acteur.
C’est ainsi que s’achève la première période de sa carrière. Les années 1913 à 1922 marquent la seconde.
Papazian a aussi interprété Roméo. Amoureux passionné dans le répertoire arménien (rôle de Seyran), il ne se repose jamais sur ses seuls dons : il cherche toujours à exprimer la profondeur dramatique de ses personnages, y compris dans les rôles shakespeariens.
En 1920, il retourne une dernière fois dans sa ville natale avant de partir définitivement pour l’Arménie soviétique.
À partir de l'année suivante, Vahram Papazian commence à se produire dans les théâtres arméniens de Tbilissi et de Bakou. Son activité artistique atteint un nouveau sommet au Théâtre arménien de Tbilissi, qu’il dirige entre 1926 et 1927. Durant cette période, il ne se limite pas à ses grands rôles classiques, mais joue également comme un « simple » acteur dans des pièces plus contemporaines : il incarne par exemple Ghara dans Kapkaz Tamasha, Vladimir dans La Tempête, ou Georges dans Le Protégé de Morgan. Il se distingue aussi en tant que metteur en scène, montant Macbeth, Kapkaz Tamasha et Le Bal masqué.
En 1928, il interprète magistralement Othello sur la scène du Théâtre Bolchoï de Moscou, aux côtés des comédiens du Petit Théâtre. En 1932, il reprend ce rôle emblématique au Théâtre de l’Odéon à Paris, cette fois avec les acteurs du Théâtre de l’Atelier. Ces représentations comptent parmi les rares occasions où l’art théâtral arménien s’est fait remarquer sur la scène internationale. C’est l’apogée de Papazian et de son Othello légendaire.
De 1932 à 1954, Papazian s’installe à Leningrad (aujourd’hui Saint-Pétersbourg) et parcourt l’Union soviétique avec ses grands rôles – surtout Othello. Pendant la Seconde Guerre mondiale, il reste dans Leningrad assiégée, se distinguant non seulement par son art mais aussi par son courage civique et patriotique.
En janvier 1948, il est accueilli en tournée à Erevan, où il joue dans plusieurs productions au Théâtre de la comédie musicale, notamment Othello de Shakespeare et La Famille du criminel de Giacometti.
Un de ses rôles marquants dans les dernières années fut celui de Corrado dans La Famille du criminel, une mélodrame de Giacometti. Fidèle à la tradition des grands tragédiens classiques, Papazian s’était familiarisé dès le début avec les mélodrames.
Avec ses multiples rôles, il poursuit ses tournées à travers le Caucase du Sud et dans de nombreuses villes de l’Union soviétique, rencontrant partout un public enthousiaste. En 1954, il s’installe définitivement à Erevan, au Théâtre académique Gabriel Sundukyan. Il réduit alors la fréquence et l’ampleur de ses tournées, concentrant son art sur la scène du Caucase.
En tant qu’acteur du Théâtre Sundukyan, il participe à la Décade de l’art arménien à Moscou en 1956, événement à l’issue duquel il reçoit le prestigieux titre d’Artiste du peuple de l’URSS. Par la suite, il interprète aussi des rôles comme Uriel Acosta ou Arbenin.
Papazian ne s’est pas limité au jeu : il a aussi mené une activité littéraire et théorique sur le théâtre. Son ouvrage de mémoires, Regard rétrospectif, est bien connu.
1. ↑  (en) « Vahram Papazian (1888-1968) », sur findagrave.com (consulté le 12 juillet 2018)
2. ↑  (en) « The memorial of Papazyan Vahram (Վահրամ Փափազյան) buried at Yerevan's Komitas Pantheon cemetery », sur hush.am (consulté le 12 juillet 2018)

## Filmographie de Vahram Papazian

### Années 1910
- 1917 – Saïdé (sous le nom d’Ernesto Vahram)
- 1917 – Rêve et vie
- 1917 – Aux portes de la gloire – dans le rôle de Viktor Stavski, violoniste
- 1917 – Crépuscule – dans le rôle du musicien Zaremba
- 1917 – La Tentation – dans le rôle de Frère Tzio
- 1917 – Au pays de l’amour – dans le rôle d’Alberto
- 1917 – La Veuve – dans le rôle de Robert Totven, ami de Maurice
- 1918 – Stella Maris
- 1918 – La Fable du vent de printemps – dans le rôle d’un aviateur célèbre
- 1918 – Le Poète et l’âme perdue – dans le rôle de Krasov, écrivain
- 1918 – Si ce n’est pas elle, c’en est une autre (titre original : Не та, так другая)
- 1918 – À côté du bonheur – dans le rôle d’Alekseï, frère de Vanda
- 1918 – Unis par un serment – dans le rôle de Neri
- 1918 – Le Docteur Katzel – dans le rôle principal du Dr Katzel
- 1918 – Deux mères

### Années 1920
- 1922 – Le Secret du Bosphore
- 1922 – Tragédie amoureuse à Istanbul
- 1923 – Le Secret de la tour de la jeune fille – dans le rôle de Samed Khan

### Années 1950–1960
- 1953 – Le Grand Commandant Skanderbeg – dans le rôle du Sultan Mourad II
- 1955 – Les Fantômes quittent les montagnes – dans le rôle de Daniel Bek
- 1956 – Le Cœur chante – dans le rôle de Gabriel Agha
- 1964 – Monsieur Jacques et les autres – dans le rôle de Mihran Agha

## Œuvres

### Ouvrages publiés de son vivant
- Retour en arrière, tome 1, Erevan, 1956, 464 p.
- Retour en arrière, tome 2, Erevan, 1957, 472 p.
- La dette de mon cœur, Erevan, 1959, 176 p.
- Mon Othello, Erevan, 1964, 512 p.
- Hamlet tel que je l’ai vu…, Erevan, 1968, 436 p.
- Anahit, Erevan, 1969, 96 p.
- Le Roi Lear, Erevan, 1971, 331 p.

### Œuvres complètes (posthumes)
- Œuvres complètes, vol. 1 : Retour en arrière, tome 1, Erevan, 1979, 460 p.
- Œuvres complètes, vol. 2 : Retour en arrière, tome 2, Erevan, 1981, 464 p.
- Œuvres complètes, vol. 3 : Mon Othello, Erevan, 1982, 456 p.
- Œuvres complètes, vol. 4 : Hamlet tel que je l’ai vu…, Erevan, 1983, 408 p.
- Œuvres complètes, vol. 5 : Le Roi Lear, Erevan, 1983, 384 p.

### Autre publication posthume
Condensations, Erevan, 1988, 136 p.

## Presse
Թո՛ղ լինի, ողջունում եմ (Qu’il en soit ainsi, je salue), Garoun, 1967, n° 2, p. 10.

## Récompenses et distinctions
- Artiste du peuple de la RSS d’Arménie (1933)
- Artiste du peuple de la RSS de Géorgie (1933)
- Artiste du peuple de la RSS d’Azerbaïdjan (1935)
- Artiste du peuple de l’URSS (1956)
- Ordre de Lénine (27 octobre 1967)
- Plusieurs médailles de l’URSS

## Littérature et étude
- Vahram Papazian (Recueil), Erevan, 1959
- Histoire du théâtre soviétique arménien, Erevan, 1967
- Rouben Zaryan, Vahram Papazian, Erevan, 1972, 158 pages
- Shakespeare, vol. 4, Erevan, 1974
- Garnik Stepanyan, Esquisse de l’histoire du théâtre arménien occidental, vol. 3, Erevan, 1975
- Garnik Stepanyan, Avec Vahram Papazian (mémoires), Erevan, 1979, 102 pages
- Levon Hakverdyan, Histoire du théâtre arménien (1901-1920), Erevan, 1980
- Rouben Zaryan, Pages des adaptations arméniennes de Shakespeare, livre 2, Erevan, 1981, 326 pages
- Hayk Khachatryan, Guide littéraire, Erevan, 1986, page 565
- Encyclopédie soviétique arménienne, vol. 12, Erevan, 1986, pages 326-327
- Gevorg Abajyan, Vahram Papazian, Erevan, 1988
- Gevorg Abajyan, L’écho du génocide arménien dans l’art de Vahram Papazian, Erevan, 1997, 52 pages
- V. Grigoryan, Notre Papaz, notre Shakespeare, notre combat, Erevan, 2002
- Gevorg Abajyan, Les exploits de la plume de Vahram Papazian, Erevan, Mashtots, 2004, 46 pages

## Sources / Références
- Encyclopédie arménienne, vol. 4, Erevan, 2003
- Qui est qui (Arméniens : Encyclopédie biographique), vol. 2, Erevan, 2007, page 633